# Nuovo impero d'Occidente
Nuovo impero d'occidente è il terzo ed ultimo capitolo della Trilogia di Occidente, scritta dall'italiano Mario Farneti a partire dal 2001. È stato pubblicato da Editrice Nord nel gennaio 2006 e dalla TEA nel 2008. Gli altri due volumi della saga sono Occidente e Attacco all'Occidente.

## Trama
Siamo nel 2012, sono passati quarant'anni dai fatti narrati in Occidente e venti dalla vittoria sugli arabi di Attacco all'Occidente. L'impero Fascista è ancora la superpotenza predominante nel mondo, possiede armi e tecnologie avanzatissime. L'attuale dittatore o Duce è Romano Tebaldi, già protagonista dei precedenti romanzi. 
Il mondo sta attraversando una fase difficilissima: in Asia imperversa una epidemia letale (chiaro il rimando alla SARS), che sta decimando la popolazione, mentre il resto del pianeta è sconvolto da una crisi economica come mai prima d'ora. I governi continuano a cadere e i poteri temporali delle nazioni sono sempre più deboli. A complicare la situazione un nuovo nemico, una potenza antica ed ancestrale, risalente alla civiltà di Aztlan (Atlantide), è pronta a scatenare un nuovo distruttivo conflitto durante il quale la Terra sarà sconvolta da un cataclisma che ridisegnerà i continenti provocando immense devastazioni. L'Impero d'Occidente si trova così alle prese con la sua crisi più grave, costretto a combattere per la supremazia sul pianeta.

## Edizioni
- Mario Farneti, Nuovo impero d'occidente, Editrice Nord, 2006.
- Mario Farneti, Nuovo Impero d'Occidente, TEA, 2008.